# FAQ: Frequently Asked Questions
FAQ: Frequently Asked Questions  é um filme espanhol de 2004, do gênero ficção científica, dirigido por Carlos Atanes.

## Sinopse
França, em um futuro próximo. A Fraternidade de Metacontrol governa a Europa. Angeline, uma cidadã exemplar e irrepreensível acaba de ingressar na Ordem... Mas seu relacionamento com um homem especial, Nono, a fará questionar profundamente os princípios da Doutrina. FAQ é uma distopía crítica e imaginativa, que se localiza no meio do caminho entre a fantasía onírica e a reflexão política.

## Comentários
FAQ é um dos raros longa-metragens espanhóis que pertencem ao género da ficção científica. Rodado em vídeo digital ao longo de um ano de forma independente e pós-produzido ao longo de outros três anos, foi apresentado ao público no final de 2004 no Festival Internacional de Cinema de Girona, no Festival de Cinema Fantástico Buenos Aires Rojo Sangue e no Congresso Espanhol de Ciência-Ficção (HispaCon).
Produzido sem apoio de de instituições e empresas de distribuição, "FAQ" traçou um caminho tortuoso entre os festivais independentes até se tornar um dos filmes espanhóis do ano 2005 mais selecionado em festivais de cinema de todo mundo. Porém, isso não foi suficiente para atrair o interesse dos distribuidores da Espanha. Apenas depois de críticas positivas de vários websites, uma empresa de Nova York assumiu a distribuição do filme. Finalmente em agosto de 2007 "FAQ" apareceu à venda em formato DVD no mercado internacional.

## Elenco
- Xavier Tort
- Anne-Céline Auché
- Manuel Solàs
- Marta Timón
- Raúl Mena
- Neus Bernaus
- Antonio Vladimir
- Neus Suñé
- Anna Diogène
- Xavier Tor Sanz
- Paloma Povedano

## Prémios
- Melhor filme estrangeiro ao Internacional Panorama of Independent Filmmakers 2005 (Atenas, Grécia)
- Indicação ao Méliès d'Argent ao Fantasporto 2006 (Porto, Portugal)